# Orbók Ilona
Orbók Ilona (Veszprém, 1986. augusztus 4. –) üzletasszony, a BDO Magyarország cégcsoport egyik tulajdonos-ügyvezetője, 2023 óta a Cápák között című televíziós műsor szereplője, egyik befektetője. A Portfolio Checklist podcast műsor luxusipari gazdasági szakértője. A podcast csatorna Hype különkiadásának állandó szakértői vendége.

## Tanulmányok
Középiskolai tanulmányait a budapesti Városmajori Gimnáziumban végezte. A Budapesti Műszaki Egyetemen 2009-ben közgazdászként diplomázott. 2011-ben Executive Master in Luxury Management diplomát szerzett a milánói SDA Bocconi School of Management és a párizsi ESSEC Business School intézményekben.

## Karrier
Az egyetem befejezését követően egy nemzetközi adótanácsadó cégnél helyezkedett el tanácsadóként. Itt elsősorban transzferárazással és határokon átívelő pénzügyi tranzakciókkal foglalkozott.
2013-ban csatlakozott egy nagynevű, globális hálózattal rendelkező könyvvizsgáló és tanácsadó céghez, a BDO cégcsoporthoz, amelynek ma már az egyik tulajdonosa és ügyvezető igazgatója.
2023 óta a Cápák között című televíziós műsor egyik "Cápája".